# 大野実
大野 実（おおの みのる、1953年3月26日 - ）
は、フリーのラジオパーソナリティ、教育者。自称シンガーソングティーチャー。社会福祉法人ディアレスト理事長。愛称は「みのみの」「どんぐり坊や」。「ダッシャー」とよく言う。血液型A型。追手門学院大学英米語学文学科卒業。

## 経歴
自身の不登校・高校中退という経験を通じて、教育に当たっている。京都美山高等学校の元・校長で、ナイターオフ期に、KBS京都ラジオ「森脇健児のサタデーミーティング」のパーソナリティを務める。目標は、紅白歌合戦出場である。
2012年、八幡市社会福祉協議会の障害者支援センターの所長に就任し、以降も精力的に活動を行っている。
教え子には京都のミュージシャン大五郎や、レギュラーの松本康太がいる。
家族には、妻と息子、娘がいる。嫌いな食べ物は、セロリ、らっきょ。
2011年早川一光のばんざい人間」に知恵袋としてスタジオ初参加、2016年1月2日参加。
今年の漢字「孫」（2014年）、「夢」（2015年）。

## 作品
- 「夢の応援団」
- 「ブルーメの丘へ」
- 「翔べるんだ」（ラジオのリスナー作詞、補作詞・編曲番組のプロデューサ）（※ なお、この曲は歌手のchihiroがカバーしている）
- 「自画自賛」
- 「本当の自由をつかむために」
- 「明日はきっと晴れる」
- 「我ら地球人」
- 「京都から世界へ」
- 「ダッシャーのテーマ」
- 「先日はどうもありがとう御座いました」
- 「幸子」
- 「泣きたいあなたへ」（作曲コブクロの小渕健太郎）
- 「京都のキックボクサー」
- 「母（はは）」
- 「衣笠ビーンズサイソングビーンズ」

など。

### CD
- 自画自賛 - 2007年7月7日発売

## 出演

### テレビ番組
- 京チャンともっと遊ぼう!

### ラジオ番組
- 森脇健児のサタデーミーティング（レギュラー出演　KBS京都）第1期から

※ KBS京都ラジオのプロ野球シーズンオフ（10月 - 3月）の番組。大人気ない大人が、大人気ない大人に送るバラエティ番組。森脇健児、シンデレラエキスプレス（シンプレ）渡辺裕薫がパーソナリティを務める同番組のコーナー「シンガーソングティーチャーのそれが答えだ!」にコメンテーター、ここ最近ではご意見番として出演。「アホ・エロ・うすい」がテーマ。

## 過去の出演番組
- 大塩玉三郎の乱乱乱（1995年）　- ラジオ初登場。この番組でギャルの柴田幸子と初めて会う。
- DREAM PROJECT（大五郎、大野実） - 2005年度フリーウェーブ水曜 18:00 - 19:00
- 大野実の夢の応援団（パーソナリティ　KBS京都）（1996年10月 - 2012年3月30日）

## 書籍
- 『歌う校長　夢の種をまく』（2008年4月、かもがわ出版、ISBN 9784780301762 ）

## 関連人物
- 柴田幸子
- 大五郎（京都のミュージシャン）
- プリティ中野（予備校の先生）
- 森脇健児
- 渡辺裕薫
- 松本康太
- コブクロ
- 滝下信夫
- 珍獣王国
- 情熱マリーとしゃぼん玉ハイスクール
- エリック塩川（大塩玉三郎）